# Cevdet Kılıçlar
Cevdet Kılıçlar (Kayseri, 5 de maig de 1972 - mar Mediterrani, 31 de maig de 2010) va ser un periodista i fotoperiodista turc. Havia estat corresponsal del diari Anadolu'da Vakit. Va estar casat amb Derya Kılıçlar i van tenir dos fills, Gülhan i Ali Erdem. Va ser assassinat durant l'atac a la Flotilla de Gaza.

## Biografia
Cevdet Kılıçlar va néixer a Kayseri el 1972, fill de Hatice i Hüseyin. Va completar l'educació primària a Pınarbaşı i l'educació secundària a Adana, i es va graduar a la Facultat de Comunicació de la Universitat de Màrmara, a Istanbul.
Després de graduar-se, va treballar com a periodista al diari Millî Gazete i després al setmanari Selam. Va ser militant del partit polític Refah Partisi i de l'Hizbollah Kurd. El 9 de maig de 2000, Selam va ser atacat per les forces de seguretat turques i setmanari va ser prohibit. A causa de la pressió creixent del govern turc sobre la seva labor professional, es va veure obligat a exiliar-se a Alemanya.
Després de tornar d'Alemanya, va treballar com a corresponsal i redactor en cap del diari Vakit. Va ser corresponsal als Territoris Palestins i a Egipte. El març del 2008, com a corresponsal del diari Vakit a Egipte, va fer la foto d'un mur construït pel govern egipci, a prop del pas del pas fronterer de Rafah, per la qual cosa va ser arrestat i interrogat el servei d'intel·ligència militar egipci durant cinc hores.

## Assassinat
Va participar en la Flotilla de la Llibertat de Gaza com a coordinador de premsa estrangera. Segons la investigació turca, va ser assassinat per un únic tret al front pels comandos de les Forces de Defensa d'Israel, juntament amb nou activistes més, mentre feia fotografies al vaixell Mavi Màrmara durant l'atac a la Flotilla de Gaza.
| «               | I així és com va morir Cevdet, qui havia sigut coordinador de premsa de la Flotilla. L'home pacient i ferm que organitzava els torns i els egos per usar les comunicacions via satèl·lit. Ell, com la resta, va agafar la seua càmera. El seu camí es va creuar amb el d'un soldat. Entrenat en les tropes especials, el militar va apuntar directament al front. No va fallar. La mort va ser immediata. | » |
| — David Segarra | |   |

El seu funeral es va celebrar a la mesquita de Beyazit, a Istanbul, el 4 de juny de 2010. Després de l'oració funerària islàmica Salat al-Janazah, va ser enterrat al cementiri d'Edirnekapı.
La directora general de la UNESCO, Irina Bokova, va condemnar el seu assassinat: «Confio que una investigació que compleixi els requisits internacionals aclarirà els esdeveniments que van provocar la mort de Cevdet Kılıçlar i la lesió del càmera indonesi Sura Fachrizaz».
El municipi d'Ankara va canviar el nom del carrer 1433 rebatejant-lo Şehit Cevdet Kılıçlar Sokağı a la seva memòria.